# Skyrunner World Series 2002
Navigation
2003
Le Skyrunning World Series 2002 est la première édition du Skyrunner World Series, compétition internationale de Skyrunning fondée par la fédération internationale de skyrunning. 

## Programme
| Nom de la course                      | Pays       | Date               | Vainqueur         | Vainqueure           |
| ------------------------------------- | ---------- | ------------------ | ----------------- | -------------------- |
| X-Marathon de la Val d'Aran           | Espagne    | 7 juillet 2002     | Agustí Roc Amador | Carme Tort           |
| Barr Trail Mountain Race              | États-Unis | 14 juillet 2002    | Paul Low          | Kelli Lusk           |
| Skyrace Ville d'Aoste                 | Italie     | 21 juillet 2002    | Bruno Brunod      | Gloriana Pellissier  |
| Sierre-Zinal                          | Suisse     | 11 août 2002       | Jonathan Wyatt    | Gudrun de Pay        |
| Trophée Kima                          | Italie     | 25 août 2002       | Giovanni Gianola  | Corinne Favre        |
| Kilomètre Vertical Face De Bellevarde | France     | 1er septembre 2002 | Marco De Gasperi  | Antonella Confortola |
| Mount Kinabalu Climbathon             | Malaisie   | 5 octobre 2002     | Agustí Roc Amador | Anna Pichrtová       |

## Classements
| Rang | Nom               | Points | Victoire(s) |
| ---- | ----------------- | ------ | ----------- |
| 1    | Agustí Roc Amador | 360    | 2           |
| 2    | Bruno Brunod      | 332    | 1           |
| 3    | Jordi Martín      | 268    |             |

| Rang | Nom                 | Points | Victoire(s) |
| ---- | ------------------- | ------ | ----------- |
| 1    | Corinne Favre       | 364    | 1           |
| 2    | Gloriana Pellissier | 320    | 1           |
| 3    | Carme Tort          | 306    | 1           |